# Zorrino Kung-Fu
Zorrino Kung Fu (título original: Skunk fu!) es una serie animada irlandesa-británica en Adobe Flash, desarrollada por la compañía Cartoon Saloon. Sus creadores son Aidan Harte y Hyun Ho Khang.

## Sinopsis
Luego de haber sido castigado por el cielo y haberle quitado su habilidad de volar, Dragón juró vengarse de los animales del valle, sus ex-amigos. Muchos guerreros trataron de destruirlo..., pero todos fallaron. Mientras Panda suplicaba ayuda para evitar la destrucción del valle, una cigüeña confundió a un bebé zorrino con un bebé panda, y se lo entregó a Panda. Él supo entonces que esa era la respuesta a sus plegarias, y que con entrenamiento, Zorrino podría derrotar a Dragón y devolver la paz al valle.

## Lista de episodios
Temporada 1
- El arte del toque/El arte de la kung fruta.
- El arte de la castaña/El arte de la paciencia.
- El arte de no tener pulmones/El arte de la ceremonia de té.
- El arte de la hospitalidad/El arte del túnel.
- El arte del lavado de cerebro/El arte de buscar trufas.
- El arte de ser un guijarro/El arte de lanzar monos.
- El arte de pasar la pelota/El arte de la oscuridad.
- El arte del abanico/El arte del dim sum fu.
- El arte de apestar/El arte del arte.